# San José de Achuapa
San José de Achuapa (a volte soltanto Achuapa) è un comune del Nicaragua facente parte del dipartimento di León.